# Сесилия Васа
Сесилия Васа (на шведски: Cecilia Vasa, Cecilia Gustavsdotter Vasa, на немски: Cäcilie Wasa; ; * 6 ноември 1540, Стокхолм, † 27 януари 1627, Брюксел) от династията Васа, е принцеса на Швеция и чрез женитба маркграфиня на Баден-Родемахерн (1564 – 1575).

## Биография
Тя е дъщеря на крал Густав I Васа от Швеция (1496 – 1560) и втората му съпруга Маргарет Ериксдотер Лейонхуфхуд (1516 – 1551). Сестра е на шведските крале Йохан III и Карл IX. Полусестра е на крал Ерик XIV. Първа братовчедка е на крал Сигизмунд III Васа.
Сесилия Васа се омъжва на 11 ноември 1564 г. в Стокхолм за маркграф Кристоф II фон Баден-Родемахерн (* 26 февруари 1537, † 2 август 1575), който служи като оберст в Шведската войска. Тя е обвинена в конспирация, поради което са принудени да напуснат Швеция. През 1565 г. пристигат в Лондон, където са приети с почести от кралица Елизабет I. Там Кристов II натрупва дългове и в края на 1566 г. се завръща обратно в Швеция, а бременната Сесилия остава в Лондон. Тя ражда през 1567 г. наследника ан Баден Едуард Фортунат, а кралица Елизабет I му става кръстница. През лятото на 1571 г. Сесилия се завръща отново в Швеция.
В началото на 1572 г. нейният съпруг Кристоф се връща отново в Германия и до смъртта си през 1575 г. не се среща с Сесилия. Тя продължава борбата за своето наследство, поради което е в лоши отношения с брат си крал Йохан.
Като графиня на Арбуга Сесилия поддържала и пиратски флот. След смъртта на съпруга ѝ Кристоф II през 1575 г. Сеисилия приема католицизма.
Сесилия Васа умира на 27 януари 1627 г. на 86 години в Брюксел.

## Деца
Сесилия Васа и маркграф Кристоф II фон Баден-Родемахерн имат няколко деца:
- Едуард Фортунат (1565 – 1600), маркграф на Баден-Родемахерн и след това на Баден-Баден
- Кристоф Густав (1566 – 1609)
- Филип III (1567 – 1620), маркграф на Баден-Родемахерн
- Карл (1569 – 1590)
- Бернхард (1570 – 1571)
- Йохан Карл (1572 – 1599), рицар на Малтийския орден

През 1579 г. Сесилия ражда една извънбрачна дъщеря на име Каритас (1579 – 1629) от испанския дипломат Франсиско де Ерасо.